# Circolo Sportivo Trevigliese 1928-1929
Questa pagina raccoglie le informazioni riguardanti il Circolo Sportivo Trevigliese nelle competizioni ufficiali della stagione 1928-1929.

## Rosa
| N. |                   | Ruolo | Calciatore           |
| -- | ----------------- | ----- | -------------------- |
|    | Italia (bandiera) | D     | Luigi Basa           |
|    | Italia (bandiera) | D     | Giuseppe Belloni (I) |
|    | Italia (bandiera) | A     | Attilio Belloni (II) |
|    | Italia (bandiera) | C     | Bernardelli          |
|    | Italia (bandiera) | C     | Colombo              |
|    | Italia (bandiera) | A     | Creanzi              |
|    | Italia (bandiera) | A     | Giovanni Faccenda    |
|    | Italia (bandiera) | A     | Emilio Ferrandi      |
|    | Italia (bandiera) | A     | Giulio Girola        |
|    | Italia (bandiera) | A     | Lombardi             |

| N. |                   | Ruolo | Calciatore             |
| -- | ----------------- | ----- | ---------------------- |
|    | Italia (bandiera) | C     | Giuseppe Mandelli (II) |
|    | Italia (bandiera) | C     | Oreste Moroni          |
|    | Italia (bandiera) | A     | Ernesto Orsenigo       |
|    | Italia (bandiera) | A     | Eros Pasini            |
|    | Italia (bandiera) | C     | Arturo Prandina        |
|    | Italia (bandiera) | P     | Arnaldo Repetto        |
|    | Italia (bandiera) | A     | Giuseppe Resmini       |
|    | Italia (bandiera) | D     | Vittorio Rottola       |
|    | Italia (bandiera) | A     | Luigi Tommasini        |